# Genre en espéranto
Pour des articles plus généraux, voir Grammaire de l'espéranto et Genre grammatical.
 (septembre 2024).

## Morphèmes genrés
L’espéranto n’a pas de genre grammatical . Toutefois, certains des morphèmes en espéranto peuvent porter un sens socialement genré. Ainsi, lorsqu’un tel morphème est appris, il faut également apprendre le genre associé. Classiquement, trois genres sont distingués : le neutre, le masculin et le féminin.

## Affixes de genre
Grâce à certains affixes, il est possible de fixer le genre d’un mot. Classiquement, trois affixes sont utilisés pour ce faire : le suffixe -in-, la racine vir et le préfixe ge-.

### Suffixe-in-
Le suffixe -in- est utilisé pour donner un sens féminin au mot. Ainsi on peut former les mots knabino, studentino, hundino (respectivement « fillette », « étudiante » et « chienne »). Lorsque le radical a un sens genré masculin, l’utilisation du suffixe -in- permet d’obtenir le mot au sens féminin équivalent. Ainsi, à partir de reĝo (« roi »), on forme reĝino (« reine »). Si le radical a un sens genré neutre, et que l’on a besoin de préciser le genre, on peut utiliser le suffixe -in-. Par exemple, on peut former aktorino (« actrice »). Enfin, si le radical est genré féminin, il est inutile d’ajouter le suffixe -in-.

### Racinevir
La racine vir peut être utilisé de deux façons : soit en tant que préfixe, soit en tant qu’adjectif.

#### Plena Manlibro de Esperanta Gramatiko
1. 1 2 3 4  Wennergren 2020, p. 44.
2. 1 2 3 4 5 6 7 8 9  Wennergren 2020, p. 46.